# Centro Aquático de Deodoro
Das Centro Aquático de Deodoro (Wassersportzentrum von Deodoro) ist ein Schwimmbad im Olympiapark Deodoro in der brasilianischen Stadt Rio de Janeiro.
Das Schwimmbad wurde für die Panamerikanischen Spiele 2007 gebaut. Anlässlich der Olympischen Sommerspiele 2016 wurde die Sportstätte für 4,4 Millionen BR $ renoviert. Des Weiteren wurde für die Spiele von Rio eine temporären Tribüne mit 2000 Sitzplätzen errichtet. Im März 2016 fand die Wiedereröffnung mit einigen Testveranstaltungen statt. Während den Olympischen Spielen 2016 fanden hier die Schwimmwettkämpfe für des Modernen Fünfkampf statt.